# Sven Unger (fotbollsspelare)
Sven Hilmer Unger, född 15 september 1909 i Västra Tunhems församling i Västergötland, död 2001, var en svensk fotbollsspelare (ytterhalv).
Unger representerade IK Sleipner, och spelade för klubben i Allsvenskan 1932/1933 och 1934/1935–1937/1938. Han var 1938 med och vann föreningens enda SM-guld. Sammanlagt gjorde han 84 allsvenska matcher (0 mål) för klubben.
Unger var uttagen i Sveriges trupp till VM i fotboll 1938, men bröt benet strax före turneringen och missade den. Han gjorde aldrig några landskamper.